# Doug Janik
Doug Janik (USA, Massachusetts, Agawam, 1980. március 26. –) amerikai profi jégkorongozó.

## Karrier

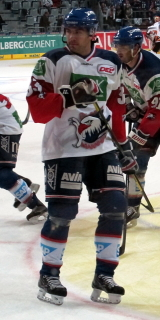
Doug Janik (Adler Mannheim), 2012

Komolyabb junior karrierjét az USA fejlesztő programjában kezdte 1997–1998-ban. Ezután a University of Mainere járt 1998–2001 között. Közben részt vett két junior világbajnokságon és a Buffalo Sabres az 1999-es NHL-drafton a második kör 55. helyén választotta ki. 2001–2003 között az AHL-es Rochester Americansban játszott majd felkerült hat mérkőzésre az NHL-be. 2003–2004 is így telt, ám ekkor már csak négy mérkőzésen lépett jégre az NHL-ben. 2004–2006 között ismét a Rochester Americansban játszott és a szezon végén öt mérkőzésen szerepelt a Sabresben a rájátszásban. 2006–2008 között a Tampa Bay Lightning csapatában szerepelt. 2008–2009-ben a Dallas Stars csapatát erősítette 13 mérkőzésen. Ekkor még az AHL-es Rockford IceHogsban is magára húzta a mezt négy mérkőzésen. 2009. február 26-án a Montréal Canadienshez került Steve Béginért cserébe de ezután csak kétszer léphetett jégre a nagy múltú montreali csapatban mert a vezetőség leküldte az AHL-es Hamilton Bulldogsba. 2009 nyarán a New York Rangershöz került de másnap már szabadügynök lett. Szintén a nyáron nem sokkal ezután a Detroit Red Wings igazolta le de a 2009–2010-es szezonban az AHL-es Grand Rapids Griffinsben kezdte a játékot. Ebben az évben 13 mérkőzésen játszhatott az NHL-ben a Red Wingsben. 2010–2011-ben szintén felváltva az AHL és az NHL között ingázott de a Detroitban mindössze 7 mérkőzést és pontot nem szerzett. A következő bajnoki évben ismét játszhatott a Red Wingsben 9 mérkőzést és 1 gólpasszt adott.

## Karrier statisztika
| 1998–1999       | University of Maine   | HE              | 35  | 3  | 13  | 16  | 44  | —  | — | — | — | —  |
| 1999–2000       | University of Maine   | HE              | 36  | 6  | 13  | 19  | 54  | —  | — | — | — | —  |
| 2000–2001       | University of Maine   | HE              | 39  | 3  | 15  | 18  | 52  | —  | — | — | — | —  |
| 2001–2002       | Rochester Americans   | AHL             | 80  | 6  | 17  | 23  | 100 | 2  | 0 | 0 | 0 | 0  |
| 2002–2003       | Rochester Americans   | AHL             | 75  | 3  | 13  | 16  | 120 | 3  | 0 | 0 | 0 | 6  |
| 2002–2003       | Buffalo Sabres        | NHL             | 6   | 0  | 0   | 0   | 2   | —  | — | — | — | —  |
| 2003–2004       | Rochester Americans   | AHL             | 74  | 2  | 14  | 16  | 109 | 16 | 1 | 2 | 3 | 22 |
| 2003–2004       | Buffalo Sabres        | NHL             | 4   | 0  | 0   | 0   | 19  | —  | — | — | — | —  |
| 2004–2005       | Rochester Americans   | AHL             | 76  | 2  | 10  | 12  | 196 | 9  | 0 | 2 | 2 | 10 |
| 2005–2006       | Rochester Americans   | AHL             | 71  | 5  | 19  | 24  | 161 | —  | — | — | — | —  |
| 2005–2006       | Buffalo Sabres        | NHL             | —   | —  | —   | —   | —   | 5  | 1 | 0 | 1 | 2  |
| 2006–2007       | Tampa Bay Lightning   | NHL             | 75  | 2  | 9   | 11  | 53  | 1  | 0 | 0 | 0 | 0  |
| 2007–2008       | Tampa Bay Lightning   | NHL             | 61  | 1  | 3   | 4   | 45  | —  | — | — | — | —  |
| 2008–2009       | Dallas Stars          | NHL             | 13  | 0  | 1   | 1   | 2   | —  | — | — | — | —  |
| 2008–2009       | Rockford IceHogs      | AHL             | 4   | 0  | 2   | 2   | 4   | —  | — | — | — | —  |
| 2008–2009       | Hamilton Bulldogs     | AHL             | 18  | 0  | 5   | 5   | 10  | 6  | 0 | 0 | 0 | 7  |
| 2008–2009       | Montreal Canadiens    | NHL             | 2   | 0  | 0   | 0   | 2   | —  | — | — | — | —  |
| 2009–2010       | Detroit Red Wings     | NHL             | 13  | 0  | 2   | 2   | 18  | —  | — | — | — | —  |
| 2009–2010       | Grand Rapids Griffins | AHL             | 66  | 6  | 31  | 37  | 84  | —  | — | — | — | —  |
| 2010–2011       | Grand Rapids Griffins | AHL             | 60  | 5  | 17  | 22  | 77  | —  | — | — | — | —  |
| 2010–2011       | Detroit Red Wings     | NHL             | 7   | 0  | 0   | 0   | 7   | —  | — | — | — | —  |
| 2011–2012       | Grand Rapids Griffins | AHL             | 60  | 10 | 23  | 33  | 77  | —  | — | — | — | —  |
| 2011–2012       | Detroit Red Wings     | NHL             | 9   | 0  | 1   | 1   | 6   | —  | — | — | — | —  |
| NHL Összesített | NHL Összesített       | NHL Összesített | 190 | 3  | 16  | 19  | 154 | 6  | 1 | 0 | 1 | 2  |
| AHL Összesített | AHL Összesített       | AHL Összesített | 584 | 39 | 151 | 190 | 935 | 31 | 1 | 4 | 5 | 45 |

## Külső hivatkozások
- Életrajz
- Statisztika